# Gregorio Fernández

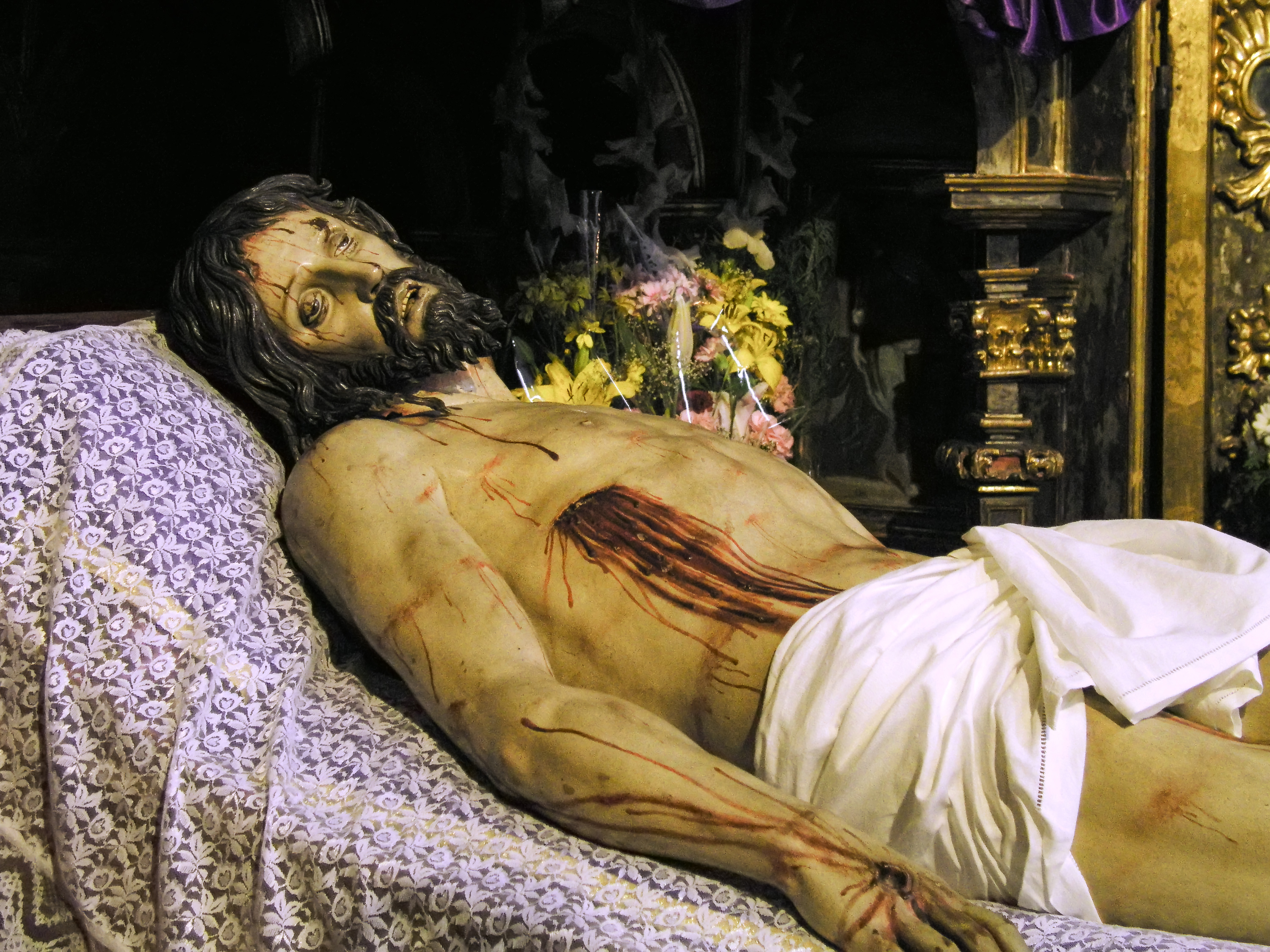
Cristo Yacente de Gregorio Fernández. Església de San Miguel, Valladolid

Gregorio Fernández (Sarria, 1576 - Valladolid, 22 de gener de 1636) fou un escultor gallec, considerat un dels màxims exponents del barroc castellà del segle xvii.
D'origen gallec, s'establí a Valladolid, ciutat des de la qual desenvolupà una intensa activitat fomentada per la demanda d'una àmplia clientela, procedent tant del medi popular com del culte (monarquia, noblesa, ordes religiosos, confraries...).
L'abundant obra que realitzà al llarg de la seva vida reflectí estilísticament un procés evolutiu que arrencant del refinament i l'elegància del manierisme cortesà el conduirà gradualment cap al naturalisme barroc que caracteritza tota la seva producció posterior, com el seu treball en el retaule de la Capella Major de la Catedral de Plasència.
Gregorio Fernández fou un magnífic coneixedor del seu ofici que exerceix amb gran perfecció tècnica. El seu domini del cos humà el condueix a detallar les anatomies, matisant la duresa dels ossos, la tensió dels músculs o la suavitat de la pell. Davant la gran plasticitat dels cossos, les seves robes són, al contrari, pesades i encartonades, disposades en plecs rígids i anguloses que produeixen forts contrasts de llums i ombres.